# Lebogang Shange
Lebogang Shange (Sudáfrica, 1 de agosto de 1990) es un atleta sudafricano, especialista en la prueba de 20 km marcha, en la que logró ser subcampeón africano en 2018

## Carrera deportiva
En el Campeonato Africano de Atletismo de 2018 celebrado en Asaba (Nigeria) ganó la medalla de plata en los 20 km marcha, con un tiempo de 1:25:25 segundos, tras el keniano Samuel Gathimba (oro con 1:25:14 segundos) y por delante del tunecino Hassanine Sebei (bronce también con 1:25:25 segundos).